# Doğuş Holding
Doğuş Holding A.Ş. ist eine türkische Aktiengesellschaft mit Firmensitz in Istanbul.
Das Unternehmen ist als Mischkonzern in verschiedenen Branchen tätig. Gegründet wurde das Unternehmen 1951 durch Ayhan Şahenk. Geleitet wird Doğuş Holding von dem türkischen Unternehmer Ferit Şahenk, der 2001 die Leitung des Unternehmens nach dem Tod des Firmengründers übernahm.
In den Anfangsjahren war das Unternehmen vorrangig im Bausektor mit dem Bau von Straßen, Krankenhäusern und Häfen in der Türkei beschäftigt.  Später weitete das Unternehmen seine Tätigkeiten in andere Branchen wie Medien, Finanzen, Tourismus und Immobilien aus. 1966 wurden die Tochterunternehmen Doğuş Construction and Trade und Antur Tourism in Alanya (Erwerb des Club Alantur) gegründet. Im Konzern sind rund 19.000 Mitarbeiter beschäftigt (Stand: 2022).
Zu den Tochterunternehmen gehörte unter anderem auch das türkische Unternehmen Garanti Bank, das 2017 von der spanischen Bank BBVA erworben wurde.